# 黒夢シングルズ
『黒夢シングルズ』は、日本のロックバンド、黒夢のベスト・アルバム。

## 概要
黒夢がそれまでに発表したシングル12枚の表題曲を全て収録している。初めてシングルバージョンでアルバム収録された楽曲もいくつか含まれている。

## 収録曲
1. for dear
2. ICE MY LIFE
3. 優しい悲劇
4. Miss MOONLIGHT
5. BEAMS
6. SEE YOU
7. ピストル
8. Like @ Angel
9. NITE & DAY
10. Spray
11. 少年
12. MARIA